# Gérard Ansart
Pour les articles homonymes, voir Ansart.
Gérard Ansart (1903-1991), architecte, décorateur, dessinateur qui a laissé une œuvre abondante et méconnue, consacrée, principalement de l'entre-deux-guerres aux années 1980, à l'art sacré, essentiellement dans le département de la Somme.

## Biographie

### Jeunesse et formation
Gérard Ansart est issu d'une longue lignée d'artistes et d'architectes. Il est l'arrière petit-fils d'Aimé Duthoit, sculpteur du XIXe siècle par sa grand-mère Marie Duthoit. Son grand-oncle était l'architecte Edmond Duthoit et son cousin Louis Duthoit, était également architecte. Son père, Pierre Ansart (1873-1941), architecte-décorateur, lui aussi, le forma. Dans son enfance, Gérard Ansart fut marqué par la tradition artistique familiale. Il habita toute sa vie dans la maison où vécurent et travaillèrent les Frères Duthoit.  Il étudia à l'école des Beaux-Arts d'Amiens, mais très vite, son père l'associa à ses travaux. C'est lui que Gérard Ansart considère comme son véritable maître.

### Un artiste aux multiples talents
Tous deux fondèrent en 1925 à Amiens le Groupement coopératif Notre-Dame des Arts, qui associaient de nombreux artistes et artisans picards pour œuvrer à la reconstruction et à la décoration des églises et monuments dévastés pendant la Grande Guerre. Gérard Ansart demeura cependant toujours attaché à son autonomie, n’étant d’aucun groupe de pensée (il se définissait lui-même comme un voltairien), indépendant des courants en vogue, conscient de son propre talent. Il fut durant sa vie d'une grande discrétion, ne recherchant, ni les honneurs, ni les récompenses. 
Son œuvre marqué par l'Art déco est d'une grande diversité: mosaïque, dalle de verre, mobilier liturgique, ferronnerie, orfèvrerie et surtout le vitrail. Dès la première réalisation de verrières, le succès fut au rendez-vous, Gérard Ansart réalisa à l’âge de vingt ans ses premiers cartons pour l’église Sainte-Radegonde de Cartigny (Somme), sous la direction de son père, chargé de l’ensemble du mobilier liturgique, de la statuaire et du vitrail. Un grand nombre de peintres verriers vint sur place voir les verrières. Cet artiste, aux talents réels et variés, est resté à l'écart des sphères parisiennes, ce qui explique son déficit de notoriété. Cependant, il a été en contact avec des artistes comme Jean Gaudin avec lesquels il a quelquefois collaboré.

## Œuvres[3]

### Dans la Somme
- Ailly-sur-Noye, église Saint-Martin, (atelier Cagnart, 1954) (Jean-Marie Macron) : onze verrières.

- Amiens, église Saint-Rémi, verrières de l’église néogothique (réalisées en 1933-34) dans l’atelier de Daniel Darquet.

- Amiens, chapelle de l’école Saint-Martin, (atelier Cagnart, 1934) : deux verrières, mosaïque (autels).

- Amiens, chapelle du lycée du Sacré-Cœur : six verrières (1946).

- Amiens, église Sainte-Jeanne d'Arc, (atelier Pasquier, 1953) : treize verrières restaurées en 1996-1997 par Cagnart.

- Amiens, église du Cœur Immaculé-de-Marie, (atelier Pasquier, 1953) : onze verrières.

- Amiens, chapelle des Clarisses, (atelier Cagnart, 1956) : une verrière.

- Authuille, église Saint-Fursy, (atelier Darquet, 1934-1936) : dix-huit verrières, maître-autel, décor sculpté.

- Breilly, église Saint-Sulpice, (atelier Cagnart, 1955):  deux verrières.

- Cagny, chapelle de la Sainte-Famille, (atelier Claude Barre, 1983): 5 verrières.

- Cantigny, de la Nativité-de-la-Vierge, verrières (atelier Tembouret), 1926-1927.

- Cartigny, église Sainte-Radegonde, (atelier Tembouret, 1926-1927) : vingt verrières, mosaïque (autels, ambons), ferronnerie, mobilier (fauteuils), luminaire.

- La Chaussée-Tirancourt, église Saint-Martin, (atelier Cagnart, 1950) : huit verrières.

- Coulemelle, église Saint-Nicolas, trois vitraux du chœur (atelier Turpin), décor du maître-autel.

- Curlu, église Saint-Nicolas, chemin de croix en terre cuite - inscrit monument historique (1996).

- Doullens, hôtel de ville, Salle du Commandement unique, vitrail (atelier Jean Gaudin), 1937,

- Fins, église Saint-Martin, années 1950 : deux verrières, mobilier (sièges), luminaire.

- Flers, église Saint-Martin, (atelier Cagnart, 1930-1931): treize verrières.

- Framerville-Rainecourt, église Sainte-Geneviève, (atelier Pasquier, 1974) : deux verrières)

- Fresnes-Mazancourt, église Saint-Médar, (atelier Claude Barre, 1970): six verrières.

- Guillemont, église Saint-Pierre, (atelier Cagnart, 1930-1932): huit verrières, luminaire.

- Hem-Monacu, église Saint-Hilaire, (atelier Cagnart, 1931): sept verrières.

- Lesbœufs, église Saint-Fursy, (atelier Cagnart, 1931-1932) : vingt-trois verrières.

- Maricourt, église Notre-Dame du Mont Carmel, (atelier Tembouret, 1927-1928) : une verrière, mobilier (maître-autel).

- Mesnil-en-Arrouaise, église Saint-Étienne, (atelier Cagnart, 1930) : trois verrières.

- Moislains, église Saint-Pierre, (atelier Cagnart, 1932) : vingt et une verrières, mosaïque (maître-autel).

- Montauban-de-Picardie, église Saint-Gilles, (atelier Darquet, 1931-1933) : cinq verrières), peinture monumentale (chœur), mosaïque (autels).

- Pinchefalise, Boismont, Chapelle Saint-Valery de Pinchefalise, une plaque en calcaire et fer martelé représentant saint Hubert  (1926).

- Sains-en-Amiénois, église Saint-Fuscien, Saint-Victoric et Saint-Gentien, (atelier Pasquier, 1948): huit verrières.

- Vaire-sous-Corbie, Église Saint-Germain-l'Auxerrois, dessin du mobilier, lustres, statue...

- Villers-Tournelle, église Saint-Jacques le Majeur, maître-autel, table de communion, ambon, autel secondaire, fonts baptismaux, chaire, confessionnal, bénitiers, lustres... (en collaboration avec Pierre Ansart).

### Dans l'Oise
- Attichy (Oise), église Saint-Médard, (atelier Pasquier, 1975): vitrail.

- Chepoix (Oise), décors de la chapelle funéraire de la famille Bellemère (1924-1925) - inscrit monument historique (2004).

- Guiscard (Oise), décors de la chapelle funéraire de la famille Gérard de Berny (1932) - inscrit Monument historique (2004)

- Nampcel (Oise), église Saint-Sulpice, (atelier Pasquier, 1957) : trois verrières.

- Vaumoise (Oise), église Saint-Pierre et Saint-Paul, (Atelier Claude Barre 1985) : trois verrières.

- Vauciennes (Oise), église Saint-Léger, (atelier Claude Barre, 1973) : trois verrières.

- Verneuil-en-Halatte (Oise), église Saint-Honoré, (atelier Claude Barre, 1970) : quatre verrières.

- Versigny (Oise), église Saint-Martin, (atelier Claude Barre, 1974-1975) : cinq verrières.

### Dans le Pas-de-Calais
- Aubigny-en-Artois (Pas-de-Calais), église Saint-Kilien, (Atelier Claude Barre, 1988) : quatre verrières.

- Helfaut (Pas-de-Calais), église Saint-Fuscien-et-Saint-Victorix, (atelier Cagnart, 1946-1950) : quatre verrières.

- Houdain (Pas-de-Calais), église Saint-Jean-Baptiste, (1988) : deux verrières.